# NGC 7304
NGC 7304 је тројна звезда у сазвежђу Пегаз која се налази на NGC листи објеката дубоког неба.
Деклинација објекта је + 30° 58' 49" а ректасцензија 22h 31m 44,4s. Привидна величина (магнитуда) објекта NGC 7304 износи 12,8.